# هاندلي بيج مانكس
هاندلي بيج مانكس (بالإنجليزية: Handley Page Manx)‏ هي طائرة تجربة أنتجت في بريطانيا. من صناعة هاندلي بيج. كان أول طيران لها في يونيو 11, 1943. صنع منها طائرة واحدة.